# Ágios Ioánnis (Réntis)
Pour les articles homonymes, voir Ágios Ioánnis.
Ágios Ioánnis, en grec moderne : Άγιος Ιωάννης, est une banlieue et une ancienne municipalité dans la partie ouest de l'agglomération d'Athènes, en Grèce. Depuis la réforme des collectivités locales de 2010, elle fait partie de la municipalité de Níkea-Ágios Ioánnis Réntis, dont elle est une unité municipale. Selon le recensement de 2011, la population d'Ágios Ioánnis compte 16 050 habitants.